# الطابعي (بنقردان)
الطابعي هي قرية وعمادة تونسية تابعة لمعتمدية بنقردان، تبعد قرابة 3 كلم على وسط مدينة بنقردان وتبلغ مساحتها 1078 كلم مربع، بلغ عدد سكانها 6,886 نسمة حسب آخر إحصائيات سنة 2014

### مواضيع ذات علاقة
- معتمدية بنقردان.
- ولاية مدنين.